# Napoléon-Henri Reber

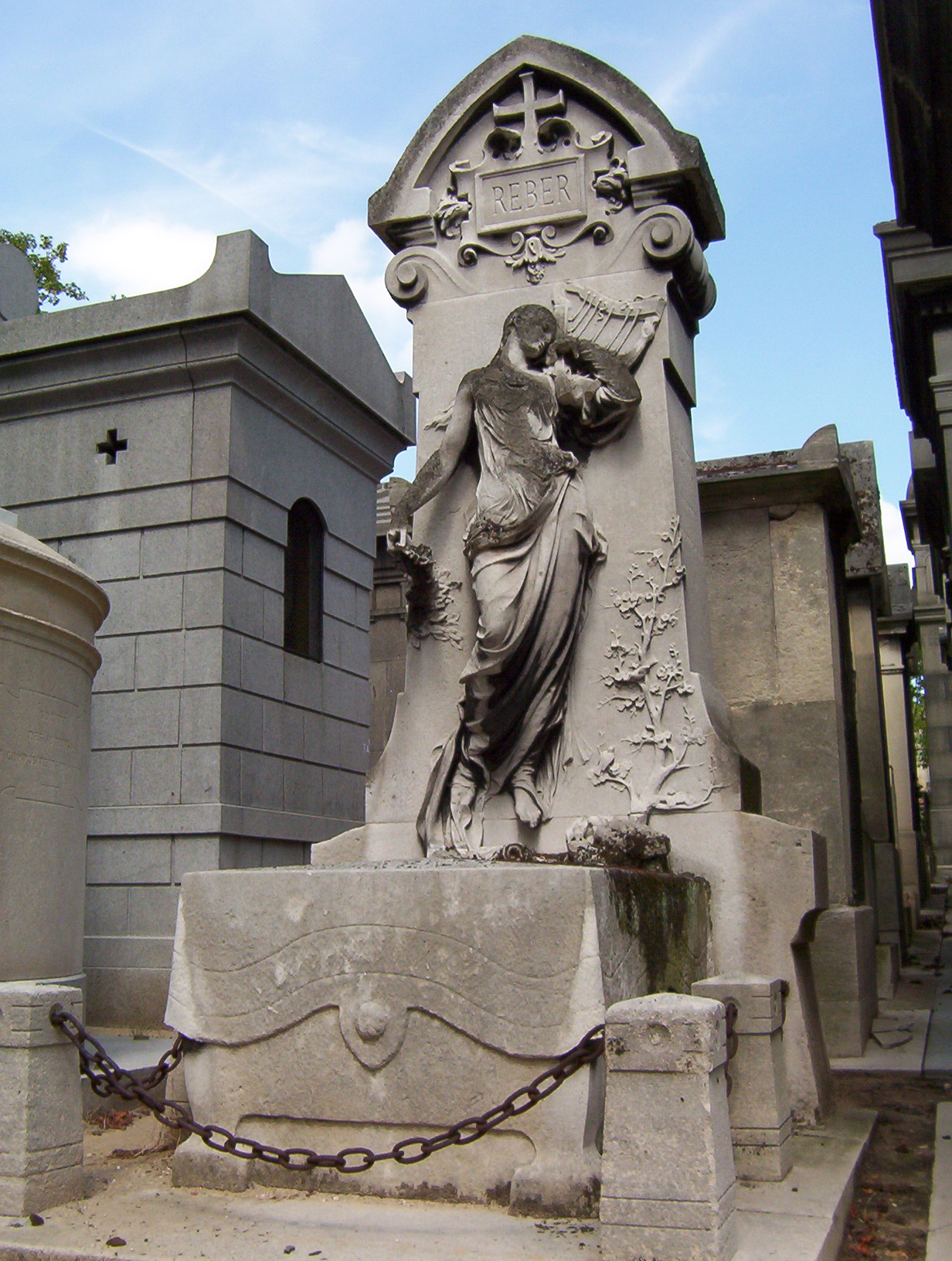
Grobowiec N-H Rebera na paryskim cmentarzu Père-Lachaise

Napoléon-Henri Reber (ur. 21 października 1807 w Miluzie, zm. 24 listopada 1880 w Paryżu) – francuski kompozytor i pedagog.

## Życiorys
Od 1828 studiował w Konserwatorium Paryskim harmonię u Antonína Rejchy i kompozycję u Jean-François Le Sueura, ale musiał zrezygnować z powodu niezadowalających wyników.
Około 1835 zaczął komponować, początkowo utwory kameralne, później także sceniczne. Wraz z François Benoistem był współautorem baletu Le diable amoureux, który wykonano 23 września 1840 w Opéra-Comique.
W 1851 został mianowany profesorem harmonii w konserwatorium w Paryżu, a w 1862 objął tam stanowisko profesora kompozycji. Od 1871 pełnił funkcję inspektora filii konserwatorium.
W latach 60. zrezygnował z pisania dla teatru i wrócił do komponowania muzyki kameralnej, zajął się również teorią muzyki. Jego Traité d’harmonie wydany w 1862, został zalecony przez komisję jako obowiązujący w konserwatorium podręcznik harmonii, później wielokrotnie wznawiany.
W 1853 powołano go na członka Institut de France. W 1855 został kawalerem, a w 1870 oficerem orderu Legii Honorowej.

## Twórczość
Muzycznie był bardzo konserwatywny. Komponował w stylistyce "spóźnionego klasycyzmu", demonstrując swoją odrębność wobec muzyki romantycznej własnego stulecia; jedynie Schuberta darzył szacunkiem.
Dorobek kompozytorski Rebera, zwłaszcza jego opery, był ceniony przez mu współczesnych. Szczególną pozycję w jego spuściźnie zajmowały utwory wokalne (mélodies) komponowane do tekstów poetów dawnych (Tybald IV, Karol Orleański i in.) i współczesnych (Victor Hugo).
Jego instrumentacja Marszu żałobnego Chopina była wykorzystana podczas pogrzebu Fryderyka Chopina na paryskim cmentarzu Père-Lachaise 30 października 1849.

## Wybrane kompozycje
(na podstawie materiałów źródłowych)

### Utwory sceniczne
- Le Diable amoureux; balet, współautor François Benoist (1840)
- La Nuit de Noël, opera komiczna w 3 aktach, libretto Eugène Scribe (1848)
- Le Père Gaillard, opera komiczna w 3 aktach, libretto Thomas Sauvage (1852)
- Les Papillotes de M. Benoist, opera komiczna w 1 akcie, libretto Jules Barbier i Michel Carré (1853)
- Les Dames capitaines, opera komiczna w 3 aktach, libretto Mélesville (1857)
- Naïm, ou Les maures en Espagne, grand opéra w 5 aktach, niewystawiana, niepublikowana (b.d.)
- Le ménétrier à la cour, niewystawiana, niepublikowana (b.d.)

### Utwory orkiestrowe
- 4 symfonie (1858)
- Suite de morceaux, op. 31 (1878)

### Utwory kameralne
- kwintet smyczkowy, op. 1 (1835)
- kwartet fortepianowy (1866)
- 3 kwartety smyczkowe (b.d.)
- 7 triów fortepianowych
- 6 pièces, na skrzypce i fortepian (1849)
- Pièces de différents caractères en 3 suites, op. 15, na skrzypce lub flet lub wiolonczelę i fortepian (ok. 1855)
- 9 pièces, na skrzypce i fortepian (1866)
- 2 morceaux caractéristiques, na skrzypce i fortepian (1881)
- Berceuse célèbre, na skrzypce lub wiolonczelę i fortepian (1901)

### Utwory fortepianowe
- 6 pièces (1845)
- 9 pièces de différents caractères en forme de valses, op.10
- 6 pièces de différents caractères en 3 suites, op.13
- Souvenirs d’Alsace, walce (1866)
- Pastorale, na 4 ręce (1876)
- Suite de morceaux, na 4 ręce (1877)
- Bagatelles, op.36 (1879)

### Utwory wokalne
- kantata "Roland" (słowa Ph. Quinault), op.35 (1887)
- 56 mélodies, pieśni na głos z towarzyszeniem fortepianu, zesz., I (1863), zesz. II (1880)
- 18 wokaliz na sopran lub tenor z towarzyszeniem fortepianu (1845)